# Вон Гюн
Вон Гюн (кит.: 元均, кор. 원균; 12 лютого 1540 — 28 серпня 1597) — корейський військовий династії Чосон, адмірал флоту під час Імджинської війни з Японією.

## Короткі відомості
Народився поблизу сучасного містя Пхьонтек у родині військових Вон. Брав участь у боротьбі проти кочових племен чжурчженів на північному кордоні Кореї, де й прославився. Перебував на посаді генерала провінції Хамгьон. У 1592 році, за 2 місяці до початку Імджинської війни, був відправлений на південь країни і призначений правим адміралом провінції Кьонсан. У квітні того ж року без бою утік від японської армади, рятуючи доручений флот. Після цього воював під командуванням Лі Сунсіна, лівого адмірала провінції Чолла. Відзначався запальним характером і войовничістю, через що перебував у конфлікті зі своїм командиром, шанувальником літератури, поезії і мистецтв. У 1597 році завдяки доносу на Лі Сунсіна зайняв його посаду адмірала корейського флоту трьох провінцій. Загинув 28 серпня 1597 року у морській битві при Чільчел'ян під ударами японського флоту Тоди Такатори. В історичній літературі та мистецтві Кореї постає як негативний персонаж через прижиттєву славу жорстокого командира і конкуренцію з Лі Сунсіном, національним героєм Кореї.